# XUL
|  | Per a altres significats, vegeu «Xul». |

XUL són les sigles de XML-based User-interface Language, llenguatge basat en XML per la interfície d'usuari. És una aplicació de XML feta per Mozilla, i es fa servir en els seus projectes i en d'altres. Forma part de Gecko. XUL només proporciona la part gràfica, per tant, s'ha de fer servir altres llenguatges de programació per al funcionament d'un programa.